# Змій Горинич
Змій Гори́нич — багатоголовий персонаж слов'янських народних казок та билин, викрадач дівчат і жінок. Типово описується як дракон, що вивергає вогонь, хоча в казках і билинах його вигляд рідко уточнюється.

## Імена
Цей персонаж найчастіше називається Змієм з епітетом Горинич, але також зустрічаються варіанти Горюнич, Горнич, Горинчат, Горинище, Горинчище.
Головні версії походження епітета: від «горіти» чи «гора». За деякими версіями, він походить від річки Горинь, яка протікала по Волині, населеній племенем древлян.

## Образ і заняття
Змій Горинич не має усталеного образу в казках. Його єдина достеменна риса — це багатоголовість. Голів найчастіше 3, 6, 9, 12, рідше 5 чи 7. У деяких казках знищені голови миттєво відростають. Найчастіше Змій може літати, але його крила, зазвичай, в казках не описані, як і тіло. Однак на малюнках та ілюстраціх Змія Горинича зображують з довгим хвостом-стрілою і пазуристими лапами. Коли Змій літає — здіймається сильний вітер і трясеться земля. Може нагадувати вихор. Зрідка згадуються його «вогняні крила». Змій буває вершником, їздить на коні, при цьому зазначається, що коневі важко йти, він спотикається. Часто Змій «палить вогнем» усе навколо, хоча не уточнюється звідки береться цей вогонь.
Назва Змія Горинича може стосуватися гір, тобто дослівно означає «Змій з гір», «Змій, що мешкає в горах». Ці гори, як правило, розташовані дуже далеко, в «тридесятому царстві», герої дістаються до них за кілька років. Водночас Змій може жити в воді, в морі, в печерах чи норах, де у нього заховані багатства, викрадена царівна (або три царівни) чи знатна наречена, чи «руські полони» (полонені). Шлях до його житла, буває, перегороджує вогняна річка з вузьким мостом. Щоб перетнути цей міст, герой повинен заручитися підтримкою Баби-Яги.
Подібно до Кощія чи Жар-птиці, Змій раптово викрадає дівчат і жінок, або вимагає їх собі як данину щомісяця чи щороку. У випадку збирання данини він завжди виступає як водяна істота. Згадуються і Змієві діти, «змієнята». У одній із казок Змій має любовний зв'язок з царівною, навчає її, як вбити брата-царевича, але гине (його розривають на полюванні). У іншому сюжеті Змій служить кухарем у Івана-купецького сина, спокушає його дружину Єлену Прекрасну, разом з нею вбиває Івана, але і сам гине.
Крім того Змій Горинич може виступати охоронцем: він зжирає всіх, хто намагаються пройти в його царство. Герой може врятуватися від Змія, кинувши йому в пащу тварин, три пуди солі, або віддавши йому товаришів. Існує мотив небезпеки сну на шляху до Змія: щойно герой засне, як Змій його з'їсть.
Типово бою героя зі Змієм передує Змієве вихваляння, де він погрожує без зусиль перемогти. При цьому Змій може заздалегідь знати, що саме цей герой його уб'є, але називає його ще замолодим або не вірить, що той його знайде.
Бій відбувається таким чином, що Змій прагне не вразити героя зброєю, а ввігнати його в землю. Часто герой потребує допомоги товаришів, звірів або коня, для чого кидає в їхню хатину шапку та чобіт. Одним із засобів проти Змія вказується «шапка землі грецької», яку герой кидає в ворога і той падає. Переможений змій обіцяє більше не шкодити, але потім відрікається від обіцянки, звинувачуючи героя в убивстві змієнят, вторгненні на його землю, в нори тощо. Тіло вбитого Змія потім доводиться особливим чином знищити: спалити, кинути у вогняну річку, в море, сховати під мостом або каменем.

## Трактування образу
Змій Горинич може розглядатися як уособлення руйнівних сил природи, зокрема, підземного, вулканічного вогню. Або як уособлення кочовиків (половців насамперед), що нападали на Русь та захоплювали під час своїх наскоків мирних мешканців для подальшого продажу на невільничих ринках. Споріднені персонажі — це Змій Вогняний Вовк, Змій Тугарин та Тугарин Змієвич. Змія можна ставити в ряд з героями, чудесно народженими від тварини чи стихії, як-от Іван — кобилячий син, Івашко Ведмедко, Іван Бикович, Вихор Вихорович. Змій Горинич в такому випадку — це син гори, можливо, напівбог.
Сама форма Змія (якщо вважати його буквальним плазуном) — зигзагоподібна лінія, — символізує межу між земним і потойбічним світом.

## Образ в культурі

### У образотворчому мистецтві
- Картина Василя Верещагіна «Бій Добрині зі Змієм Гориничем» (1872).
- Картини Віктора Васнецова «Бій Івана-Царевича з Морським Змієм» (між 1910-1912) та «Бій Добрині Микитича зі Змієм Гориничем» (1918).
- Картина Івана Білібіна «Добриня Микитич звільняє від Змія Горинича Забаву Путятічну» (1941).
- Картина Миколи Реріха «Перемога (Змій Горинич)» (1942), яка символізувала перемогу радянського народу над німцями. На задньому фоні картини — гора Бєлуха.
- Картина Костянтина Васильєва «Битва Добрині Микитича зі Змієм» (1974).

### У скульптурі
- У 2000 році у Петрозаводську (столиця Республіки Карелія), в парку культури і відпочинку була встановлена скульптура Змія Горинича (на честь Року дракона). Згодом її перенесли в село Вілга.
- У 2000-х роках у Харкові на набережній річки Лопань була встановлена дерев'яна скульптура триголового Змія Горинича.

### У літературі
- Змій Горинич — герой багатьох слов'янських (українських та російських) казок.
- У билині «Про Добриню Микитича і Змія Горинича» Змій викрав Забаву Путятічну — племінницю київського князя, а Добриня Микитич її звільнив, попердньо знищивши дитинчат Горинича, більше схожих на гадюк, ніж на батька[11].
- У повісті братів Стругацьких «Понеділок починається в суботу» (1965) Змія Горинича використовують для дослідів в НДІ ЧАЧА (Науково-дослідному інституті чародійства і чаклунства). Відвідати цей інститут можуть і ті, хто хоче познайомитися з багатоголовою Гідрою, дочкою Змія Горинича і плезіозаврихи з озера Лох-Несс.
- У повісті-казці Василя Шукшина «До третіх півнів» (1975) Змій Горинич збирається одружуватися на вусатій дочці Баби-Яги, погрожує проковтнути Івана-дурня за каверзи з нареченою, а під кінець — його перемагає донський отаман.
- У 1993 році вийшли книга Сергія Сєдова «Казки про Змія Горинича» — збірка коротких казок про вередливого Змія, який так і лишився голодним.
- У романі Ісаака Фрідберга «Чудо-юдо» (2011) оповідається про те, як Змій Горинич покращив національну ідею і що з того вийшло.

### У фільмах
- Фільм «Ілля Муромець» (1956): у кінці фільму Калин-цар насилає на Київ величезного Змія Горинича, щоб той знищив місто. Мужик Розумій стріляє в змія з гігантського арбалета — той приземляється біля стін міста, де його перемагають богатирі Ілля Муромець, Альоша Попович і Добриня Микитич.
- Фільм «Вогонь, вода і... мідні труби» (1968): хворий і виснажений Горинич лежить в замку Кощія Безсмертного, тому Кощій не може увійти.
- Фільм «Там, на невідомих доріжках...» (1982): його знято так, що Горинич жодного разу не з'являється в кадрі. Змій прилітає в гості до Кощія Безсмертного, який поселяє його в сараї і віддає на поживу Гориничу полоненого царя Макара, який за допомогою чарівної води перетворює дракона на триголового козла.
- Фільм «Василина Прекрасна» (1989): Горинич викрадає царівну-жабу Василину, щоб одружитися з нею, але богатир Іван його вбиває. У фільмі Змій живе не в горах, а в палаці зі слугами і помічницею Бабою-Ягою.
- Мультфільм «Ключ» (1961): чотирьохголовий Змій Горинич — пародія на бюрократів-формалістів.
- Мультфільм «Добриня Микитич» (1965): Добриня Микитич вирушає в гори, де вбиває Змія Горинича.
- Мультфільм «Межа» (1967): Змій Горинич і жадібний цар — гноблять мешканція села, але їх хитрістю перемагає солдат Кузьма (який чомусь називає Змія «Гавриличем»).
- Мультфільм «Альонушка та солдат» (1974): Горинич викрадає Альонушку, але її рятує Солдат. Він налаштовує голови Змія одну проти одної, а потім — змушує його перетворитися на березову колоду і кидає його в піч, звідки з'являється маленький і нешкідливий Горинчик.
- Трисерійний мультфільм «Баба Яга проти!» (1980): Змій Горинич — помічник Баби Яги, більше схожий на невелику триголову ящірку, але в 3-ій частині він спромігся підняти в повітря хатинку з пасажирами.
- Мультфільм «Івашка з палацу піонерів» (1981): Змій Горинич — гість Баби-Яги і повинен врятувати її з полону піонера Івана, але Іван за допомогою вогнегасника перемагає його.
- Мультфільм «Ну, постривай!», випуск 16 — «У казці» (1986): Вовк уві сні потрапляє в чарівну країну, де живуть герої різних казок. Горинич охороняє казковий замок (Змій такий самий, як і у мультфільмі «Межа»).
- Мультфільм «Фантазери з села Угори» (1994): Дід, Онук і два веселих гусака протистоять Гориничу, Бабі-Язі та іншим злим істотам.
- Змій Горинич - постійний персонаж російської медіафраншизи про богатирів, зокрема мультфільмів «Добриня Микитич та Змій Горинич» (2006), «Три богатирі та Шамаханська цариця» (2010), «Іван Царевич та Сірий Вовк» (2011) і наступних.

## Назви на честь Змія Горинича
Змій Горинич — сленгова назва радянської самохідної реактивної установки розмінування УР-77 «Метеорит», розробленої в 1977 році.
На честь Змія Горинича в 2018 році названо рід вимерлих терапсидів Gorynychus masyutinae, що мешкали в пермський період, 265—252 млн років тому.